# Alice Nellis

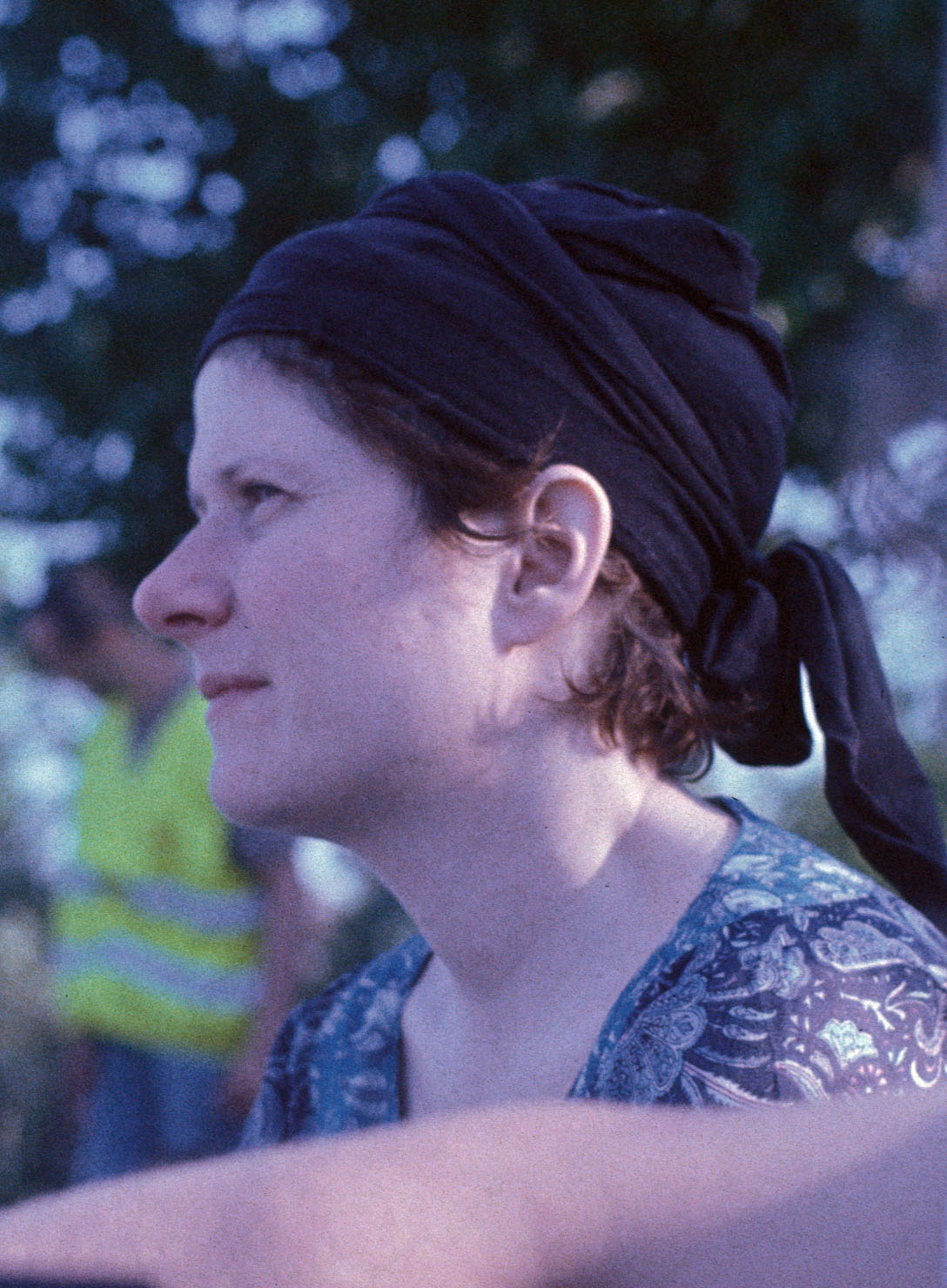
Alice Nellis

Alice Nellis, född 3 januari 1971 i České Budějovice, är en tjeckisk filmskapare. Hon läste amerikansk och engelsk litteratur vid Karlsuniversitetet innan hon antogs vid filmakademin i Prag. Många av hennes filmer handlar om parrelationer, ofta med ett fokus på det inre livet och känslor, något Nellis sammankopplar med att hon är en kvinnlig regissör. Hon fick Tjeckiska lejonet för bästa manus för road-movien Výlet från 2002. Fantastikfilmen Sedmero krkavců från 2015 bygger på en saga av Božena Němcová.

## Filmregi
- 1997: Objevte svoji vnitřní krásu (studentfilm)
- 1998: To je Balkán (studentfilm)
- 2000: Ene bene
- 2002: Výlet
- 2007: Tajnosti
- 2010: Mamas & Papas
- 2011: Perfect days – I ženy mají své dny
- 2013: Revival
- 2013: Nevinné lži, TV-program
- 2014: Andělé všedního dne
- 2015: Sedmero krkavců